# Xavier Lloveras i Puchercós
Xavier Lloveras i Puchercós (la Bisbal d'Empordà, Baix Empordà, 4 de març de 1960) és un traductor, poeta i novel·lista, el qual va aparèixer en l'antologia dels joves poetes dels anys vuitanta que va fer David Castillo. A més, ha traduït del francès, l'italià, l'anglès i el castellà al català autors com Italo Calvino, Milan Kundera i Eduardo Mendoza. També ha col·laborat en diverses publicacions (com ara, Diari de Barcelona i Diario 16).

## Estil poètic
Quan va sortir publicat el seu primer llibre, Les illes obstinades, que va guanyar el Premi Carles Riba de poesia, Narcís Comadira va celebrar que "per fi hagués sortit al país un poeta de veritable envergadura".
Les illes obstinades és un recull de poemes que reflexionen constantment sobre el fet literari. En tot el recull hi empra un llenguatge elaborat i retòric, amb un cert barroquisme, que acabarà per desplegar-se i fer-se més versàtil en la segona obra:
| « | Pedra de sol, cafè amb gel, esquitxos de sal i vida. Vora el forat hi ha la sida i sobre l'estiu el cel. La noia rossa té el tel ple de verdet i curculles: les roses que no desfulles mai de la vida es desfan. Horaci ja s'ha fet gran i la vara no té fulles. | » |

Així, en El test de Rorschach s'hi pot llegir tres exercicis de llengua. En una primera part, Lloveras escriu amb composicions llargues i mètrica diversa. En la segona, tanca el discurs poètic en uns sonets i dècimes molt treballats. Al final, l'autor utilitza l'epigrama com a base per mostrar-se concís i matisador. Així doncs, en un únic llibre, ens demostra que és capaç de fer servir molts registres de composició lírica.
Xavier Lloveras, adscrit al corrent dels neobarrocs, podria ésser considerat també com a poeta de l'experiència si no fos que aquesta etiqueta sembla haver estat desacreditada pels abusos d'altres poetes, que s'han limitat a inventariar, més que a reflexionar-hi estèticament -com fa ell-, les vivències de cada dia.
Amb el pròleg que va escriure per al pamflet literari del seu coetani Albert Roig, pren posicions en la polèmica sobre la revisió de la poesia actual i, sobretot, dels seus poetes.
El 2023 va editar Poesia reduïda, que "és la unió i la reducció dels dos llibres de poemes que vaig publicar quan era (més) jove: Les illes obstinades (1987) i El test de Rorschach (1992), amb l'afegit de quatre poemes prou curts".

## Obra

### Poesia
- Les illes obstinades (Ed. Proa, 1987, Premi Carles Riba 1986)
- El test de Rorschach (Ed. Empúries, 1992)
- Poesia reduïda (Diputació de Girona, col·lecció Josep Pla, 2023)

### Estudis literaris
- L'artista de la paraula. Poesia catalana del segle XX (coeditat amb Albert Roig, 1993)
- Curador de l'edició pòstuma de Sonets de Blai Bonet (2000)